# Karl Recktenwald

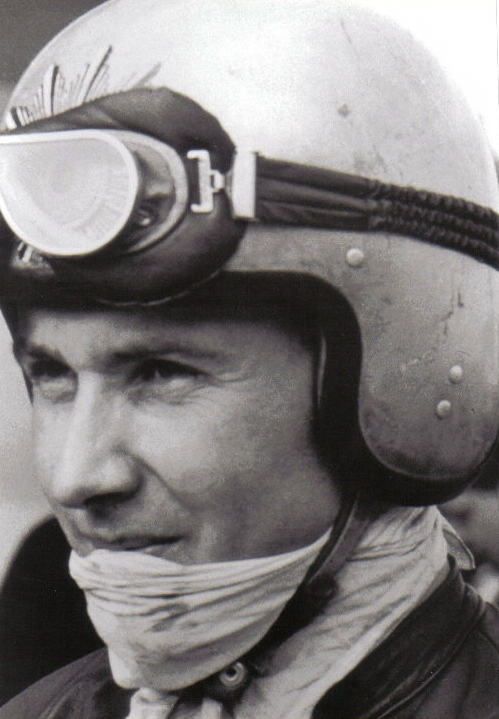
Karl Recktenwald, um 1963

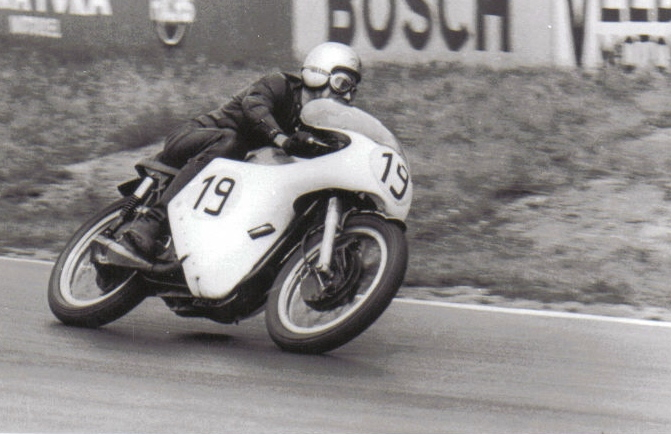
Karl Recktenwald auf dem Hockenheimring, 14. Juli 1963

Karl Recktenwald (* 23. April 1931 in Winterbach, Saargebiet; † 19. Juli 1964 in Leonberg) war ein deutscher Motorradrennfahrer. Bekannt wurde er als der „schnellste Polizist Europas“.

## Leben
Karl Recktenwald wurde als einziger Sohn von Rosa und Walter Recktenwald, einem Feuerwehrmann, geboren. Nach der Schule absolvierte er eine Lehre zum Maurer und bewarb sich danach bei der saarländischen Polizei, bei der er als Motorradpolizist Verwendung fand. Neben seinem Beruf fuhr er bereits erste Motorradrennen und baute sich in seinem Elternhaus eine Gaststätte, die „Gaststätte Waldeck“, auf.

### Karriere als Motorradrennfahrer
Ab Ende der 1950er-Jahre verbuchte Recktenwald erste Siege und Podiumsplätze, was bald dazu führte, dass er begann, den Motorsport professionell zu betreiben und als „schnellster Polizist Europas“ bekannt wurde. Seinen größten Erfolg erzielte er 1964, als er beim Internationalen Preis des Saarlandes Zweiter wurde, nachdem er lange geführt und sich ein Kopf-an-Kopf-Rennen mit Jack Ahearn geliefert hatte. Die Presse sah ihn nun als aufsteigenden Stern am Motorsporthimmel.

### Tod
Am 19. Juli 1964 nahm Recktenwald am Weltmeisterschaftslauf um den Großen Preis von Deutschland auf der Solitude bei Stuttgart teil. In der 500-cm³-Klasse konnte er bereits in der zweiten Runde den siebten Platz erreichen und wäre mit dieser Platzierung der beste deutsche Privatfahrer des Rennens gewesen. Den ganzen Lauf über lag er in einem Zweikampf mit dem Bremer Walter Scheimann, ebenfalls Privatfahrer und ein guter Freund Recktenwalds. In der 17. Runde blockierte Scheimanns Hinterrad am Ende der Hedersbachkurve, einer engen Rechtskurve, und der sich zu diesem Zeitpunkt dahinter befindende Recktenwald fuhr auf das Hinterrad auf. Beide stürzten. Scheimann verletzte sich nur leicht, während Recktenwald mit der Diagnose eines Unterschenkelbruches ins Krankenhaus nach Leonberg gebracht wurde. Dort wurden schwere innere Verletzungen diagnostiziert, denen er gegen 17:30 Uhr erlag.
Zu Recktenwalds Beerdigung kamen mehrere Hundertschaften von Gendarmerie und Polizei, das Polizeiorchester spielte, und der ADAC, verschiedene Motorsportvereine und die Fahrervertretung schickten Abordnungen nach Winterbach, wo Recktenwalds Nachbar Arnold Recktenwald die Messe hielt.
Etwa 120 Meter hinter der Heddersbachkurve auf der rechten Straßenseite haben die Motorsportfreunde St. Wendel einen Gedenkstein mit Inschrift errichtet. 

## Erfolge
Recktenwald nahm zwischen 1960 und 1964 an sieben Weltmeisterschaftsläufen teil, ohne dabei WM-Punkte einfahren zu können. Seine höchste Grand-Prix-Platzierung war der zehnte Platz beim Halbliterlauf um die Dutch TT in Assen, was im Jahr seines Todes zum 44. Gesamtrang (von 89) in der Meisterschaft führte.

## Rezeption
Zu seinen Lebzeiten war Recktenwald Publikumsliebling des saarländischen Motorsports, war er doch einer der wenigen Saarländer und der einzige St. Wendeler, der bei internationalen Rennen vordere Plätze erreichte. Nach seinem Tod steigerte sich die Verehrung noch weiter. Mitglieder des Motorsportclubs errichteten am Unglücksort in der Hedersbachkurve einen Gedenkstein, der regelmäßig besucht wird. Auch bei seinen Motorsportkollegen war Recktenwald bekannt und beliebt.

„Zwischen den Fahrern gab es vereinzelt Spannungen, wo keiner dem anderen was gegönnt hat, aber er war ein Mann, der mit beiden Füßen auf dem Boden gestanden hat. Charakterlich sehr gut.“

Am 8. August 2014, zur Eröffnung der Motorsport-Klassik-Veranstaltung im Wendelinuspark, weihten Jim Redman, Luigi Taveri und Max Deubel anlässlich des 50. Todestages in der St. Wendeler Innenstadt eine Gedenkplakette für Recktenwald und den St. Wendeler Rennleiter August Balthasar ein.